# Turismo em Chipre

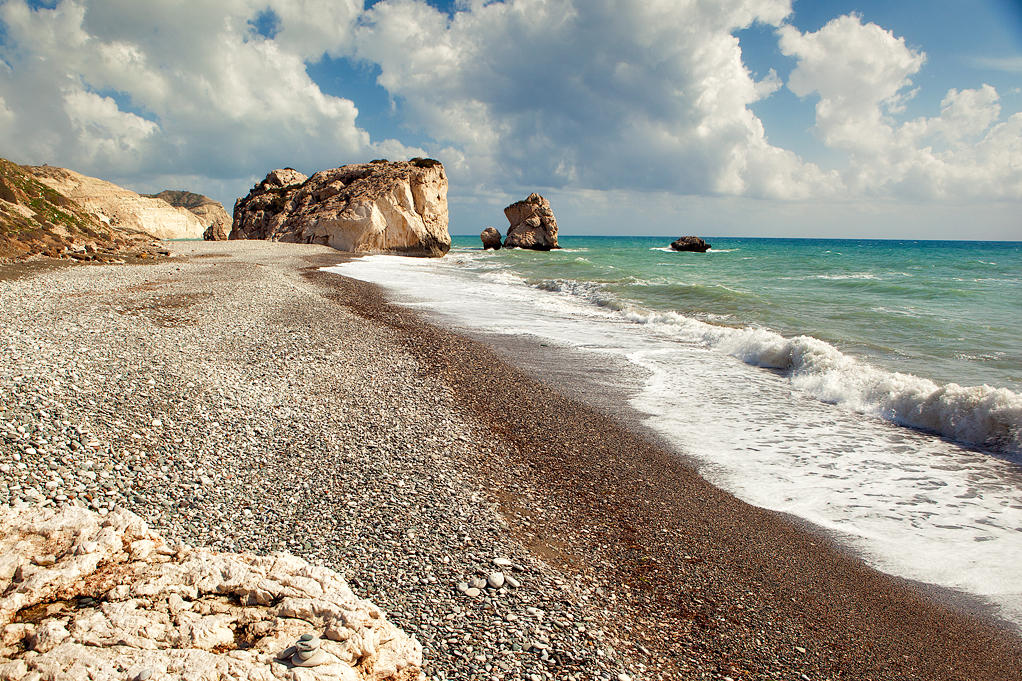
A Pedra de Roma, onde, de acordo com a Teogonia de Hesíodo, a deusa Afrodite emergiu do mar.

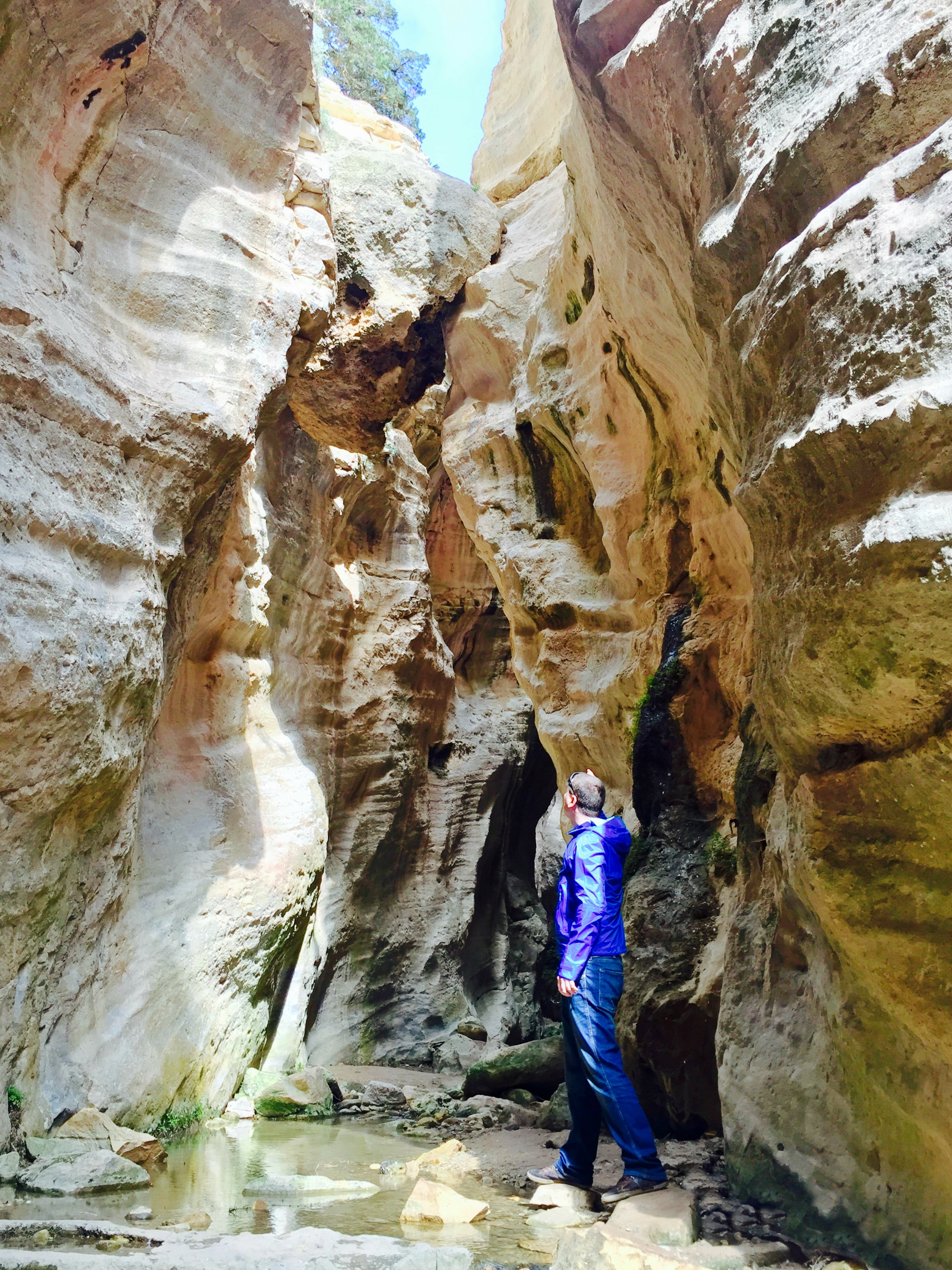
Avakas Gorge em Akamas

Mapa topográfico de Chipre. Montes Troodos.

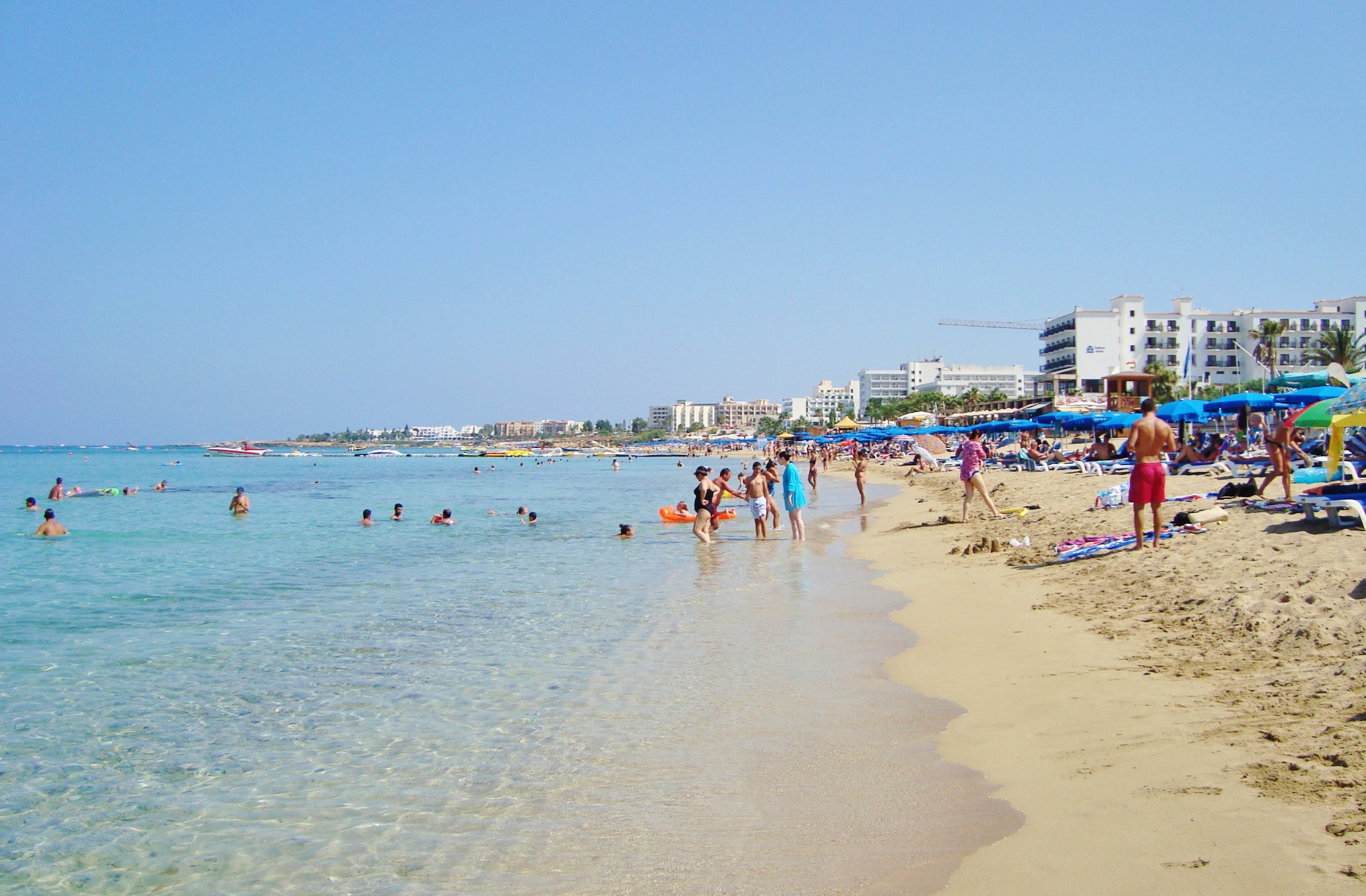
Praia de Protaras no verão

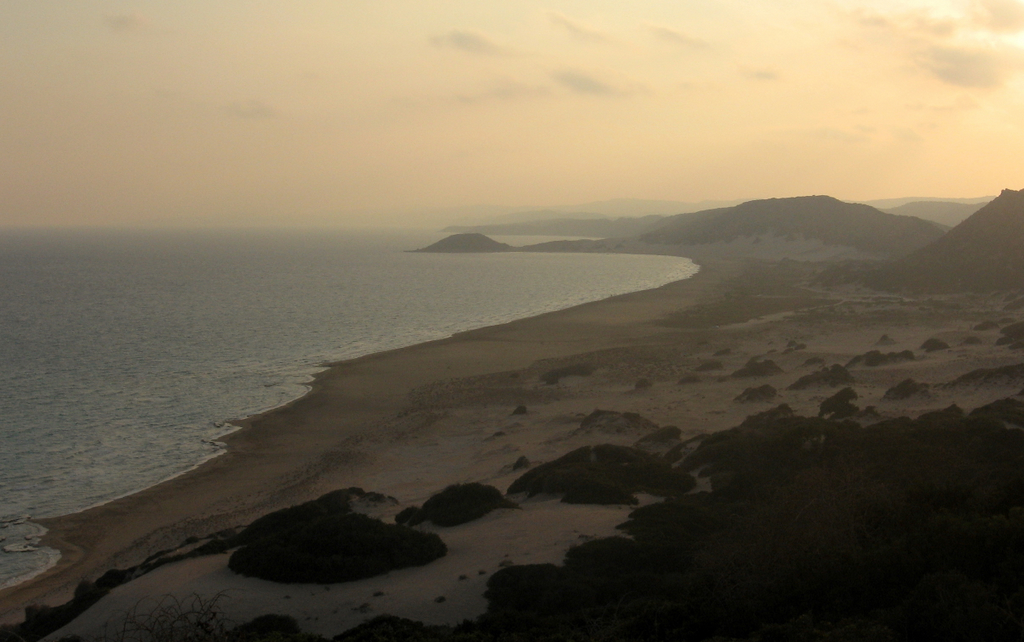
As praias de areia são frequentemente utilizadas como habitats para tartarugas-verdes.

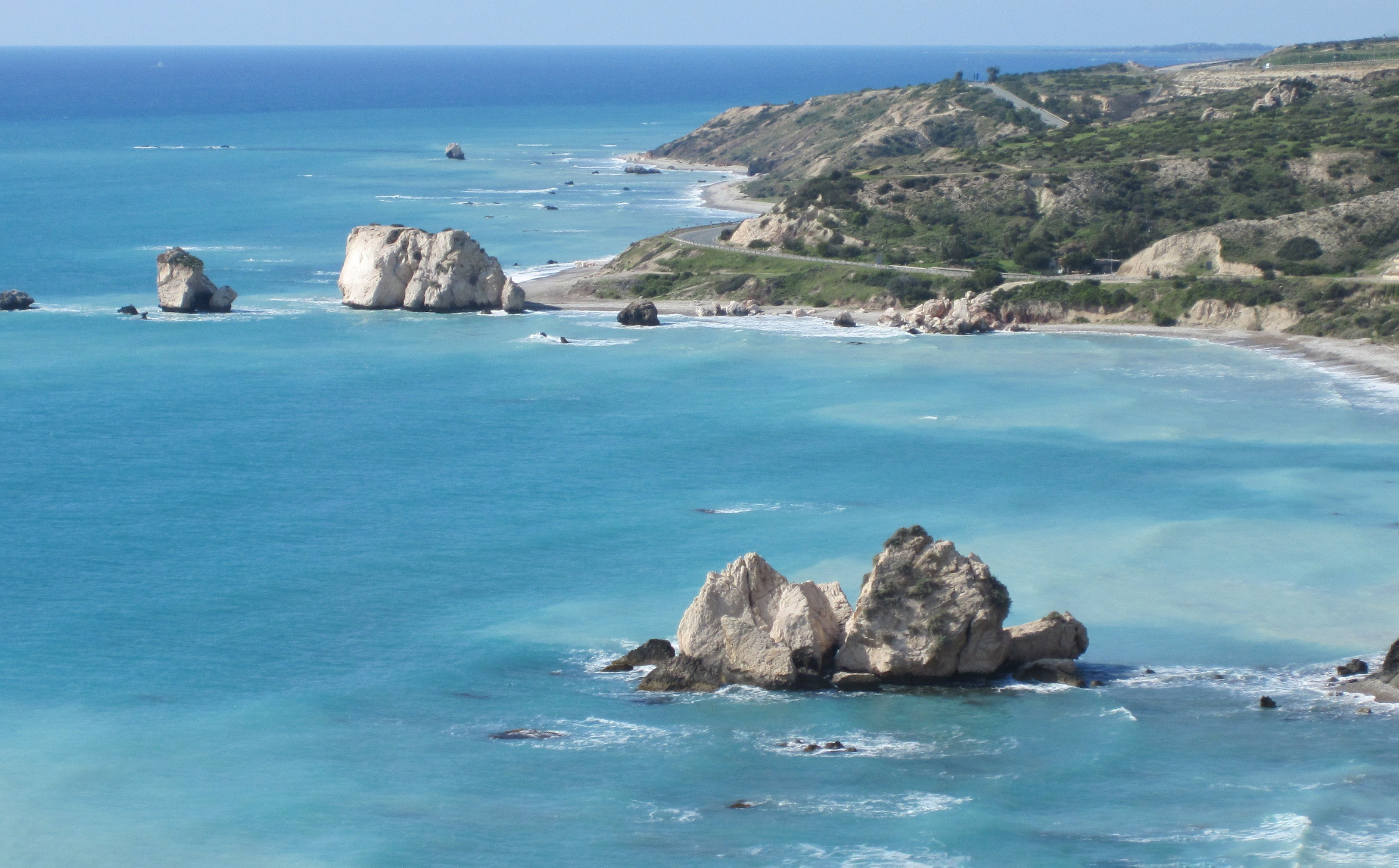
A Pedra de Roma (fundo), com a Pedra Sarracena em primeiro plano

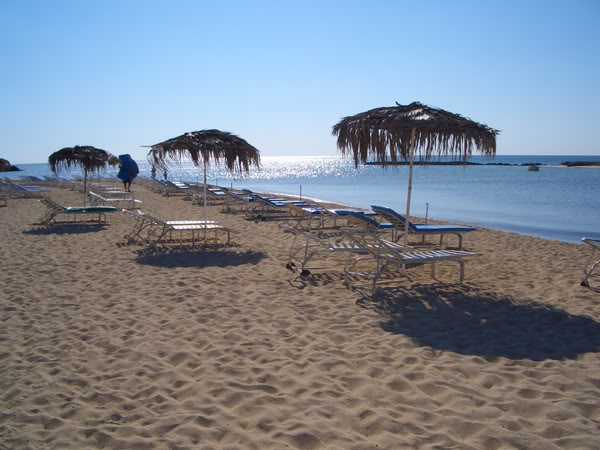
Praia Ayia Thekla

O turismo em Chipre ocupa uma posição dominante na economia. Além disso, tem um impacto significativo na cultura de Chipre e no seu desenvolvimento multinacional/multicultural ao longo das décadas. Em 2006, a indústria do turismo contribuiu com 10,7% do PIB que em termos reais gerou um total de US $ 5 445 milhões. No mesmo ano, o emprego total foi estimado em 113 mil empregos. Com quase quatro milhões de chegadas de turistas por ano, Chipre é o 40º destino mais popular do mundo. No entanto, considerando o número de turistas per capita em relação a população local, ocupa o 6º lugar. Chipre é membro de pleno direito da Organização Mundial de Turismo desde 1975.

## História
Varosha, Famagusta era um dos destinos mais populares de Chipre e um dos destinos mais populares do mundo até a invasão turca de Chipre em 1974.

## Chegadas por país
A Europa representa o destino mais comum das chegadas de turistas. Mais de 80% dos visitantes vêm do norte, oeste e leste da Europa, enquanto os turistas britânicos continuam sendo os mais tradicionais. Vários fatores contribuem para isso, incluindo o inglês amplamente falado, bem como as ligações tradicionais do colonialismo britânico e a presença de bases militares britânicas em Acrotíri e Deceleia. A desaceleração da economia britânica no final dos anos 2000 refletiu-se em uma queda na chegada de turista, destacando a dependência excessiva da indústria turística de Chipre de um só país. Em 2009, esforços estavam em andamento para aumentar o número de chegadas de turistas de outros países. Notavelmente, e em linha com os mais recentes desenvolvimentos geopolíticos, o segundo maior segmento são os turistas russos – um segmento que deverá aumentar ainda mais.
O número total de turistas em Chipre em 2018 foi de 3 938 625. A maioria dos visitantes que chegam em Chipre por curto prazo eram dos seguintes países:
| Posição | País                     | 2016      | 2017      | 2018      |
| ------- | ------------------------ | --------- | --------- | --------- |
| 1       | Reino Unido              | 1 157 978 | 1 253 839 | 1 327 805 |
| 2       | Rússia                   | 781 634   | 824 494   | 783 631   |
| 3       | Israel                   | 148 739   | 261 966   | 232 561   |
| 4       | Alemanha                 | 124 030   | 188 826   | 189 200   |
| 5       | Grécia                   | 160 254   | 169 712   | 186 370   |
| 6       | Suécia                   | 115 019   | 136 725   | 153 769   |
| 7       | Polónia                  | 42 683    | 56 665    | 89 508    |
| 8       | Suíça ( e Liechtenstein) | 46 602    | 57 540    | 74 216    |
| 9       | Ucrânia                  | 62 292    | 48 190    | 69 619    |
| 10      | Roménia                  | 28 741    | 49 304    | 66 969    |

## Competitividade
De acordo com o Relatório de Competitividade em Viagens e Turismo de 2013 do Fórum Econômico Mundial, a indústria do turismo de Chipre está em 29º lugar no mundo em termos de competitividade geral. Em termos de infraestrutura turística, em relação à indústria do turismo, Chipre ocupa o primeiro lugar no mundo. Com algumas das praias mais populares e limpas da Europa, grande parte da indústria turística depende do "sol do mar e da areia" para atrair turistas. Isso se reflete na distribuição sazonal de chegadas de turistas, com um número desproporcional de chegadas durante os meses de verão em relação ao inverno.

### Investimento
O relatório do Conselho Mundial de Viagens e Turismo de 2016 sobre a ilha descreve que o investimento total na indústria de viagens e turismo em 2015 foi de 273,7 milhões de euros, ou 14,0% do investimento total. Projeta um aumento de 5,3% em 2016 e 2,9% nos próximos dez anos para 384,6 milhões de euros em 2026.

### Bandeiras azuis
De acordo com o último relatório da KPMG, Chipre tem a concentração mais densa de praias com bandeira azul, das quais a maioria na parte oriental, o maior número de praias com bandeira azul por litoral e o maior número de bandeiras azuis per capita do mundo.

### Idioma e serviço
O inglês é a língua universal, já que a ilha tem uma visão internacional. O francês e o alemão também são bem falados na indústria do turismo. O grego e o turco continuam a ser as principais línguas faladas pelas comunidades cipriota grega e cipriota turca, respetivamente.

### Pessoal e educação
Em 2012, o Eurostat informou que Chipre é o país com a maior escolaridade da Europa, depois da Irlanda, uma vez que 49,9% dos residentes de Chipre têm diploma. Em 2013, apenas três outros Estados-Membros da UE investiram mais fundos públicos na educação do que Chipre, medido pela percentagem do PIB (6,5% em comparação com uma média de 5,0% da UE).

## Organização de Turismo de Chipre
A Organização de Turismo de Chipre (em inglês: Cyprus Tourism Organisation), geralmente abreviada para CTO e conhecida como KOT em grego, era uma organização semigovernamental encarregada de supervisionar as práticas da indústria e promover a ilha como destino turístico no exterior. Em 2007, a CTO gastou cerca de € 20 milhões em promoção. Em 2019, a CTO foi substituída por um ministério do governo, o Vice-Ministério do Turismo, que assumiu os ativos e responsabilidades da CTO.